# Садовий сільський округ (Зерендинський район)
Садо́вий сільський округ (каз. Садовое ауылдық округі, рос. Садовый сельский округ) — адміністративна одиниця у складі Зерендинського району Акмолинської області Казахстану. Адміністративний центр — село Садове.
Населення — 1517 осіб (2021; 1401 у 2009, 1582 у 1999, 1912 у 1989).
Станом на 1989 рік існувала Конезаводська сільська рада (села Березняковка, Зарічне)  колишнього Кокчетавського району, село Садове перебувало у складі Красноярської сільської ради.

## Склад
До складу округу входять такі населені пункти:
| Населений пункт | Населення, осіб (1989) | Населення, осіб (1999) | Населення, осіб (2009) | Населення, осіб (2021) |
| --------------- | ---------------------- | ---------------------- | ---------------------- | ---------------------- |
| Єлікті, село    | 924                    | 727                    | 523                    | 537                    |
| Зарічне, село   | 520                    | 378                    | 331                    | 317                    |
| Садове, село    | 468                    | 477                    | 547                    | 663                    |